# Benediktos Adamantiades
Benediktos Adamantiades (in greco Βενέδικτος Αδαμαντιάδης) (Bursa, 1875 – Atene, 1962) è stato un oculista greco.
Per onorare i suoi principali contributi scientifici medici, da lui prende il nome la malattia di Adamantiades-Behçet.
| Controllo di autorità | VIAF (EN) 4560151778219918130001 |